# Монгол (Хабаровский край)
Монго́л — село в Ульчском районе Хабаровского края. Входит в состав Савинского сельского поселения.

## Население
| 2002 | 2010 | 2011 | 2012 | 2021 |
| ---- | ---- | ---- | ---- | ---- |
| 135  | ↘102 | ↘101 | ↗106 | ↘100 |

## Улицы
В селе имеется одна улица: ул. Лесная. 

## Известные уроженцы
- Вальдю, Алексей Леонтьевич (1915—1994) — ульчский советский писатель.